# Xã La Grange, Quận Lafayette, Arkansas
Xã La Grange (tiếng Anh: La Grange Township) là một xã thuộc quận Lafayette, tiểu bang Arkansas, Hoa Kỳ. Năm 2010, dân số của xã này là 550 người.